# Acer robustum
Acer robustum — вид клена, що росте в південному східному й центральному Китаї (Аньхой, Ганьсу, Хенань, Західний Хубей, Шеньсі, Шаньсі, Сичуань, Юньнань, Чжецзян).